# Lamar Hunt U.S. Open Cup 2019
La U.S. Open Cup 2019 fue la edición número 106 de la Copa de Estados Unidos, una competición a eliminación directa del balompié estadounidense. Se trata de la competición más antigua de fútbol en Estados Unidos, fue jugada por 84 equipos de las distintas ligas del sistema estadounidense.
Entre los 84 equipos se incluyeron los 21 estadounidenses de la Major League Soccer y los 25 de la USL Championship. La USL League One clasifica 6 equipos. El torneo de clasificación de este se llevó a cabo en 2018 y parte del 2019, determinando 7 equipos de las ligas locales. Los 10 equipos de la USL League Two y los 14 de la National Premier Soccer League fueron determinados por mérito deportivo según su desempeño en 2018. Como debutante, este año, el campeón de la Copa Nacional Amateur: Milwaukee Bavarian SC fue invitado al torneo.
El campeón defensor era el Houston Dynamo.

## Equipos participantes
| Entran a primera ronda | Entran a primera ronda | Entran a primera ronda | Entran a primera ronda | Entran a segunda ronda | Entran a cuarta ronda |
| Divisiones Regionales | Divisiones Regionales | Divisiones Regionales | Tercera División | Segunda División | Primera División |
| Adult Soccer Asociation 6 equipos | National Premier Soccer League 14 equipos | USL League Two 10 equipos | USL League One 6 equipos | USL Championship 25 equipos | Major League Soccer 21 equipos |
| --- | --- | --- | --- | --- | --- |
| - Academica SC - Cal FC - Denver - Florida Soccer Soldiers - Milwaukee Bavarian - NTX Rayados - Virginia United - West Chester United | - Ann Arbor - Duluth - El Farolito - Erie Commodores - Baltimore - Motown - Mulhouse Portland - Laredo Heat - Little Rock Rangers - Miami - Midland-Odessa Sockers - New York Cosmos B - Orange County - Philadelphia Lone Star | - Black Rock - Brazos Valley Cavalry - Dayton Dutch Lions - Des Moines Menance - Golden State Force - Florida Tropics SC - New York Red Bulls U-23 - Reading United - South Georgia Tormenta 2 - The Villages | - Chattanooga Red Wolves - Forward Madison - Greenville Triumph - Lansing Ignite - Richmond Kickers - South Georgia Tormenta | - Austin Bold - Birmingham Legion - Charleston Battery - Colorado Springs Switchbacks - El Paso Locomotive - Fresno - Hartford Athletic - Indy Eleven - Las Vegas Lights - Louisville City - Memphis 901 - Nashville - New Mexico United - North Carolina - Oklahoma City Energy - Orange County - Phoenix Rising - Pittsburgh Riverhounds - Reno 1868 - Sacramento Republic - Saint Louis - San Antonio - Tampa Bay Rowdies - Tulsa Roughnecks | - Atlanta United - Chicago Fire - Colorado Rapids - Columbus Crew - D.C. United - Cincinnati - FC Dallas - Houston Dynamo (C) - Los Angeles Galaxy - Los Angeles - Minnesota United - New England Revolution - New York City - New York Red Bulls - Orlando City - Philadelphia Union - Portland Timbers - Real Salt Lake - San Jose Earthquakes - Seattle Sounders - Sporting Kansas City |

## Premios
| Logro                            | Premio   |
| -------------------------------- | -------- |
| Avance de ronda (según división) | $25 000  |
| Subcampeón                       | $100 000 |
| Campeón                          | $300 000 |

## Primera Ronda
| 7 de mayo de 2019, 19:00 (EDT) | Richmond Kickers                                       | 6:2 (3:1) | Virginia United FC          | City Stadium, Richmond                                    |                                                           |
|                                | Boateng 17', 23', 55', 75' · Lockaby 43' · Jakcson 48' | Reporte   | Martínez 28' · Majano 90+2' | Asistencia: 727 espectadores Árbitro(s): Nicholas Barbera | Asistencia: 727 espectadores Árbitro(s): Nicholas Barbera |

| 7 de mayo de 2019, 19:00 (EDT) | Lakeland Tropics                                                                                           | 1:1 (1:1, 0:0) (t. s.)(7:8 p.) | The Villages SC                                                                                | Lake Myrtle Sports Complex, Auburndale                  |                                                         |
|                                | Taylor-Parkes 37'                                                                                          | Reporte                        | Seglio 16'                                                                                     | Asistencia: 2076 espectadores Árbitro(s): Alex Billeter | Asistencia: 2076 espectadores Árbitro(s): Alex Billeter |
|                                | | Tiros desde el punto penal     |                                                                                                |                                                         |                                                         |
|                                | Van Der Luit · Lindqvist · Lynch · Bouzoukis · Lorrente · Wiechers · Toure · Hovious · B. Espinal · Kimura |                                | Lopes · De Freitas · Pampolin · Fawole · Jenfersson · Butler · Brody · Da Costa · Gyau · Dudic |                                                         |                                                         |

| 7 de mayo de 2019, 19:00 (EDT) | New York Red Bulls Sub-23                         | 4:4 (2:1, 1:1) (t. s.)(5:3 p.) | FC Motown                                     | MSU Soccer Park at Pittser Field, Montclair                  |                                                              |
|                                | Marín 18' · Saramago 25' · Sowe 59' · Cedeno 110' | Reporte                        | Fala 3' · Eze 70' · Vickers 71' · García 119' | Asistencia: 302 espectadores Árbitro(s): Luis Arroyo Cabrera | Asistencia: 302 espectadores Árbitro(s): Luis Arroyo Cabrera |
|                                |                                                   | Tiros desde el punto penal     |                                               |                                                              |                                                              |
|                                | Murphy · Cedeno · Sowe · Uche · Esposito          |                                | Allen · De Sousa · Nigro · Hackett            |                                                              |                                                              |

| 7 de mayo de 2019, 19:00 (EDT) | FC Baltimore Christos                                           | 1:1 (0:1, 0:0) (t. s.)(4:5 p.) | West Chester United SC                                         | Homewood Field, Baltimore                                |                                                          |
|                                | Dengler 56'                                                     | Reporte                        | Amspacher 2'                                                   | Asistencia: 400 espectadores Árbitro(s): Sergio González | Asistencia: 400 espectadores Árbitro(s): Sergio González |
|                                |                                                                 | Tiros desde el punto penal     |                                                                |                                                          |                                                          |
|                                | Gielen · Mason · Brown · Dengler · Gumbs · Richardson · Pulliam |                                | González · Bollinger · Kades · Hoops · Nolan · Wilson · Phelps |                                                          |                                                          |

| 7 de mayo de 2019, 19:00 (EDT) | South Georgia Tormenta FC 2                   | 3:0 (1:0) | Chattanooga Red Wolves SC | Erk Russell Park, Statesboro                                   |                                                                |
|                                | Wigfall 25' · Mayr-Fälten 58' · Billhardt 74' | Reporte   |                           | Asistencia: 544 espectadores Árbitro(s): Aleksandar Zhelyazkov | Asistencia: 544 espectadores Árbitro(s): Aleksandar Zhelyazkov |

| 7 de mayo de 2019, 19:30 (CDT) | Milwaukee Bavarian SC         | 0:2 (0:2) | Forward Madison FC | Uihlein Soccer Park, Milwaukee                          |                                                         |
|                                | Eaton 9' · Barriga Toyama 36' | Reporte   |                    | Asistencia: 400 espectadores Árbitro(s): Peter Bernardy | Asistencia: 400 espectadores Árbitro(s): Peter Bernardy |

| 7 de mayo de 2019, 20:15 (CDT) | Laredo Heat       | 1:0 (0:0) | Brazos Valley Cavalry FC | Texas A&M International University Soccer Complex, Laredo |                                                        |
|                                | Sakou 60' (penal) | Reporte   |                          | Asistencia: 589 espectadores Árbitro(s): Julio Mendoza    | Asistencia: 589 espectadores Árbitro(s): Julio Mendoza |

| 7 de mayo de 2019, 19:30 (PDT) | Academica SC | 1:2 (0:2) | El Farolito SC           | Academica Field, Turlock                               |                                                        |
|                                | Carmoa 72'   | Reporte   | Garduño 21' · Fredes 35' | Asistencia: 450 espectadores Árbitro(s): Turan Özdemir | Asistencia: 450 espectadores Árbitro(s): Turan Özdemir |

| 7 de mayo de 2019, 19:30 (PDT) | Cal FC                                                   | 5:1 (4:1) | FC Mulhouse Portland | Orange County Great Park, Campo 25, Irvine                |                                                           |
|                                | Barouch 15' (penal), 25', 45' · Alfaro 28' · Mejivar 52' | Reporte   | Braum 44'            | Asistencia: 50 espectadores Árbitro(s): Samantha Martinez | Asistencia: 50 espectadores Árbitro(s): Samantha Martinez |

| 7 de mayo de 2019, 19:30 (PDT) | Orange County FC           | 2:0 (1:0) | FC Golden State Force | Championship Soccer Stadium, Irvine                    |                                                        |
|                                | Shelton 26' · Lombardi 68' | Reporte   |                       | Asistencia: 700 espectadores Árbitro(s): Reyna Fonseca | Asistencia: 700 espectadores Árbitro(s): Reyna Fonseca |

| 8 de mayo de 2019, 19:00 (EDT) | Erie Commodores FC | 1:2 (0:1) | Dayton Dutch Lions            | McConnell Family Stadium, Erie                      |                                                     |
|                                | Strolley 56'       | Reporte   | Quin 12' (autogol) · Keir 73' | Asistencia: 301 espectadores Árbitro(s): Rabee Naji | Asistencia: 301 espectadores Árbitro(s): Rabee Naji |

| 8 de mayo de 2019, 19:00 (EDT) | Reading United             | 2:1 (2:0) | Philadelphia Lone Star FC | Alvernia University Stadium, Reading                        |                                                             |
|                                | Rafanello 18', 21' (penal) | Reporte   | Genus 69'                 | Asistencia: 230 espectadores Árbitro(s): Joshua Encarnación | Asistencia: 230 espectadores Árbitro(s): Joshua Encarnación |

| 8 de mayo de 2019, 19:00 (EDT) | Greenville Triumph SC | 1:0 (0:0) | South Georgia Tormenta FC | Legacy Early College Field, Greenville                   |                                                          |
|                                | Seiler 75'            | Reporte   |                           | Asistencia: 1757 espectadores Árbitro(s): Wilmer Soriano | Asistencia: 1757 espectadores Árbitro(s): Wilmer Soriano |

| 8 de mayo de 2019, 19:00 (EDT) | Miami FC    | 1:2 (1:1) | Florida Soccer Soldiers    | Bucaneer Field, Miami Shores                          |                                                       |
|                                | Martínez 6' | Reporte   | Stamatis 46' · Meneses 87' | Asistencia: 817 espectadores Árbitro(s): Jamie Willis | Asistencia: 817 espectadores Árbitro(s): Jamie Willis |

| 8 de mayo de 2019, 19:00 (EDT) | New York Cosmos B         | 2:1 (1:0) | Black Rock FC     | Columbia Soccer Stadium, Manhattan                         |                                                            |
|                                | Dennis 28' · Bardic 90+6' | Reporte   | Martìnez-Paiz 87' | Asistencia: 463 espectadores Árbitro(s): Ernie Constantine | Asistencia: 463 espectadores Árbitro(s): Ernie Constantine |

| 8 de mayo de 2019, 19:00 (CDT) | Little Rock Rangers         | 2:2 (2:1, 0:0) (t. s.)(2:4 p.) | NTX Rayados                      | Episcopal Collegiate School, Little Rock             |                                                      |
|                                | Guadron 27' · Hlongwane 40' | Reporte                        | Wilson 8' · Fazio 90+5'          | Asistencia: 400 espectadores Árbitro(s): Bryan Lemus | Asistencia: 400 espectadores Árbitro(s): Bryan Lemus |
|                                |                             | Tiros desde el punto penal     |                                  |                                                      |                                                      |
|                                | Reed · Tucker · Hoth · Dent |                                | Okeke · Martínez · Jones · Fazio |                                                      |                                                      |

| 8 de mayo de 2019, 19:30 (CDT) | Des Moines Menace           | 1:1 (1:1, 0:0) (t. s.)(3:1 p.) | Duluth FC                      | Des Moines Christian School, Urbandale                    |                                                           |
|                                | Goya 9'                     | Reporte                        | Carlyle 35' (pen)              | Asistencia: 200 espectadores Árbitro(s): Royce Van Roekel | Asistencia: 200 espectadores Árbitro(s): Royce Van Roekel |
|                                |                             | Tiros desde el punto penal     |                                |                                                           |                                                           |
|                                | Robinson · O'Keeffe · Weber |                                | Jacobs · Díaz · Fortune · Hill |                                                           |                                                           |

| 8 de mayo de 2019, 19:30 (CDT) | Midland/Odessa Sockers | 1:2 (0:1) | FC Denver                 | Grande Communications Stadium, Midland                   |                                                          |
|                                | Mobley 64'             | Reporte   | Castillo 34' · Crouse 89' | Asistencia: 100 espectadores Árbitro(s): Brandon Gardner | Asistencia: 100 espectadores Árbitro(s): Brandon Gardner |

| 8 de mayo de 2019, 21:30 (EDT) | Lansing Ignite FC | 2:1 (1:0) | AFC Ann Arbor | Lansing Catholic High School, Lansing                 |                                                       |
|                                | N'For 29', 72'    | Reporte   | Alexis 66'    | Asistencia: 100 espectadores Árbitro(s): Nicole Green | Asistencia: 100 espectadores Árbitro(s): Nicole Green |

## Segunda Ronda
| 14 de mayo de 2019, 19:00 (EDT) | Charlotte Independence                     | 2:2 (1:0, 1:1) (t. s.)(4:5 p.) | Florida Soccer Soldiers                           | Sportsplex at Matthews, Matthews                        |                                                         |
|                                 | Roberts 31' · Oduro 92'                    | Reporte                        | Williams 78' · Sabella 119'                       | Asistencia: 500 espectadores Árbitro(s): Kevin Broadley | Asistencia: 500 espectadores Árbitro(s): Kevin Broadley |
|                                 |                                            | Tiros desde el punto penal     |                                                   |                                                         |                                                         |
|                                 | Herrera · Taku · Gutman · Oduro · Martínez |                                | Gammiero · Serrano · Williams · Meneses · Sabella |                                                         |                                                         |

| 14 de mayo de 2019, 19:00 (EDT) | Pittsburgh Riverhounds            | 3:0 (0:0) | Dayton Dutch Lions | Highmark Stadium, Pittsburgh                          |                                                       |
|                                 | Brett 57' (penal) · Velarde 90+2' | Reporte   |                    | Asistencia: 523 espectadores Árbitro(s): Austin Saini | Asistencia: 523 espectadores Árbitro(s): Austin Saini |

| 14 de mayo de 2019, 19:00 (EDT) | Tampa Bay Rowdies                                       | 4:1 (2:0) | The Villages SC | Al Lang Stadium, San Petersburgo                            |                                                             |
|                                 | Kone 43' · Steinberger 45+3' · Allen 62' · Taylor 90+3' | Reporte   | Gyau 89'        | Asistencia: 1342 espectadores Árbitro(s): Matthew Miscannon | Asistencia: 1342 espectadores Árbitro(s): Matthew Miscannon |

| 14 de mayo de 2019, 19:30 (EDT) | Hartford Athletic          | 2:1 (2:0) | New York Cosmos B | Al-Marzook Field, Hartford                             |                                                        |
|                                 | Swartz 16' · Jørgensen 25' | Reporte   | Bardic 57'        | Asistencia: 400 espectadores Árbitro(s): Thomas Snyder | Asistencia: 400 espectadores Árbitro(s): Thomas Snyder |

| 14 de mayo de 2019, 19:30 (CDT) | Nashville SC                         | 3:2 (2:1) | South Georgia Tormenta FC 2 | Dean A. Hayes Stadium, Murfreesboro                    |                                                        |
|                                 | Mensah 8' · Winn 32' · Lancaster 52' | Reporte   | Billhardt 43' · Meehan 68'  | Asistencia: 1008 espectadores Árbitro(s): Leland Grant | Asistencia: 1008 espectadores Árbitro(s): Leland Grant |

| 14 de mayo de 2019, 19:30 (CDT) | Oklahoma City Energy                                         | 3:1 (0:0) | NTX Rayados | John Crain Field, Norman                             |                                                      |
|                                 | Šašivarević 51' · Eissele 81' (penal) · Watson 90+4' (penal) | Reporte   | Okeke 62'   | Asistencia: 417 espectadores Árbitro(s): Michael Cap | Asistencia: 417 espectadores Árbitro(s): Michael Cap |

| 14 de mayo de 2019, 19:30 (CDT) | Austin Bold FC                  | 2:0 (1:0) | Tulsa Roughnecks FC | Bold Stadium, Del Valle                                |                                                        |
|                                 | Guadarrama 34' · André Lima 74' | Reporte   |                     | Asistencia: 1266 espectadores Árbitro(s): Luis Guardia | Asistencia: 1266 espectadores Árbitro(s): Luis Guardia |

| 14 de mayo de 2019, 19:30 (CDT) | San Antonio FC           | 2:0 (2:0) | Laredo Heat | Toyota Field, San Antonio                              |                                                        |
|                                 | Eboussi 17' · Guzmán 41' | Reporte   |             | Asistencia: 4702 espectadores Árbitro(s): Elton García | Asistencia: 4702 espectadores Árbitro(s): Elton García |

| 14 de mayo de 2019, 19:30 (PDT) | Las Vegas Lights FC   | 2:0 (1:0) | Cal FC | Cashman Field, Las Vegas                                     |                                                              |
|                                 | Ochoa 13' · Rojas 50' | Reporte   |        | Asistencia: 2536 espectadores Árbitro(s): Alejandro Aguilera | Asistencia: 2536 espectadores Árbitro(s): Alejandro Aguilera |

| 15 de mayo de 2019, 14:30 (PDT) | El Farolito SC | 0:1 (0:0) | Fresno FC | Boxer Stadium, San Francisco                            |                                                         |
|                                 |                | Reporte   | Lawal 75' | Asistencia: 205 espectadores Árbitro(s): Nicholas Marin | Asistencia: 205 espectadores Árbitro(s): Nicholas Marin |

| 15 de mayo de 2019, 19:00 (EDT) | Indy Eleven    | 1:0 (0:0) | Lansing Ignite FC | Bud and Jackie Sellick Bowl, Indianápolis             |                                                       |
|                                 | Enevoldsen 51' | Reporte   |                   | Asistencia: 853 espectadores Árbitro(s): Adam Behrens | Asistencia: 853 espectadores Árbitro(s): Adam Behrens |

| 15 de mayo de 2019, 19:00 (EDT) | North Carolina FC                                   | 4:1 (1:1) | Richmond Kickers | WakeMed Soccer Park, Cary                                |                                                          |
|                                 | Fortune 16' · Kristo 52', 61' (penal) · Chester 70' | Reporte   | Ackwei 34'       | Asistencia: 1553 espectadores Árbitro(s): Joshua Escobar | Asistencia: 1553 espectadores Árbitro(s): Joshua Escobar |

| 15 de mayo de 2019, 19:00 (EDT) | Louisville City FC               | 3:0 (2:0) | Reading United | Dr. Mark & Cindy Lynn Stadium, Louisville               |                                                         |
|                                 | Thiam 12' · Davis 19' · Jane 88' | Reporte   |                | Asistencia: 1468 espectadores Árbitro(s): Brandon Artis | Asistencia: 1468 espectadores Árbitro(s): Brandon Artis |

| 15 de mayo de 2019, 19:00 (EDT) | Greenville Triumph SC | 1:2 (1:0) | Charleston Battery    | Legacy Early College, Greenville                         |                                                          |
|                                 | Hemmings 29'          | Reporte   | Svantesson 79', 90+1' | Asistencia: 1738 espectadores Árbitro(s): David Erbacher | Asistencia: 1738 espectadores Árbitro(s): David Erbacher |

| 15 de mayo de 2019, 19:00 (CDT) | Memphis 901 FC               | 3:1 (1:1) | New York Red Bulls Sub-23 | AutoZone Park, Memphis                                   |                                                          |
|                                 | Lindley 8' · Morton 26', 73' | Reporte   | Marin 5'                  | Asistencia: 4057 espectadores Árbitro(s): Carlos Piélago | Asistencia: 4057 espectadores Árbitro(s): Carlos Piélago |

| 15 de mayo de 2019, 19:00 (CDT) | Birmingham Legion FC                                               | 4:1 (2:0) | West Chester United SC | BBVA Field, Birmingham                                      |                                                             |
|                                 | Hoffman 22' (penal) · Hollinger-Janzen 38' · Kasim 51' · Opoku 89' | Reporte   | Wilson 61'             | Asistencia: 3307 espectadores Árbitro(s): Sergii Demianchuk | Asistencia: 3307 espectadores Árbitro(s): Sergii Demianchuk |

| 15 de mayo de 2019, 19:30 (CDT) | Des Moines Menace              | 1:1 (1:1, 0:0) (t. s.)(1:3 p.) | Saint Louis FC            | Cownie Soccer Park, Des Moines                         |                                                        |
|                                 | Perea 39' (penal)              | Reporte                        | Greig 14'                 | Asistencia: 630 espectadores Árbitro(s): Esad Omanovic | Asistencia: 630 espectadores Árbitro(s): Esad Omanovic |
|                                 |                                | Tiros desde el punto penal     |                           |                                                        |                                                        |
|                                 | Coan · Volk · Perea · Bakayoko |                                | Hilton · Abend · Cicerone |                                                        |                                                        |

| 15 de mayo de 2019, 19:00 (MDT) | El Paso Locomotive FC | 0:3 (0:2) | Forward Madison FC                          | Southwest University Park, El Paso                  |                                                     |
|                                 |                       | Reporte   | Barriga Toyama 19' · Díaz 26' · Michaud 76' | Asistencia: 600 espectadores Árbitro(s): Marco Vega | Asistencia: 600 espectadores Árbitro(s): Marco Vega |

| 15 de mayo de 2019, 19:00 (MDT) | Colorado Springs Switchbacks | 1:0 (1:0) | FC Denver | Weidner Field, Colorado Springs                      |                                                      |
|                                 | Donsu 45+1'                  | Reporte   |           | Asistencia: 300 espectadores Árbitro(s): Adam Zarrin | Asistencia: 300 espectadores Árbitro(s): Adam Zarrin |

| 15 de mayo de 2019, 18:30 (MST) | Phoenix Rising FC                       | 2:2 (0:0, 1:1) (t. s.)(3:4 p.) | New Mexico United                         | Casino Arizona Field, Tempe                           |                                                       |
|                                 | Flemmings 65' (penal) · Jahn 101'       | Reporte                        | Sandoval 79', 95'                         | Asistencia: 2500 espectadores Árbitro(s): Dejan Susak | Asistencia: 2500 espectadores Árbitro(s): Dejan Susak |
|                                 |                                         | Tiros desde el punto penal     |                                           |                                                       |                                                       |
|                                 | Janh · Asante · Dia · Spencer · Cochran |                                | Wehan · Moar · Sandoval · Suggs · Schmidt |                                                       |                                                       |

| 15 de mayo de 2019, 19:30 (PDT) | Sacramento Republic FC | 1:0 (0:0) | Reno 1868 FC | Papa Murphy's Park, Sacramento                         |                                                        |
|                                 | Werner 82'             | Reporte   |              | Asistencia: 400 espectadores Árbitro(s): Turan Özdemir | Asistencia: 400 espectadores Árbitro(s): Turan Özdemir |

| 15 de mayo de 2019, 19:30 (PDT) | Orange County SC                          | 2:2 (1:1, 0:0) (t. s.)(3:5 p.) | Orange County FC                                   | Championship Soccer Stadium, Irvine                        |                                                            |
|                                 | Davis 13' (autogol) · Jones 87'           | Reporte                        | Collins 27' · Holland 90+2'                        | Asistencia: 400 espectadores Árbitro(s): Samantha Martinez | Asistencia: 400 espectadores Árbitro(s): Samantha Martinez |
|                                 |                                           | Tiros desde el punto penal     |                                                    |                                                            |                                                            |
|                                 | Quinn · Forrester · Ramos-Godoy · Trotter |                                | Arreola · Collins · Ten Bosch · Lombardi · Shelton |                                                            |                                                            |

## Tercera Ronda
| 28 de mayo de 2019, 21:50 (CDT) | Oklahoma City Energy                              | 4:3 (3:2) | Tampa Bay Rowdies             | John Crain Field, Norman                              |                                                       |
|                                 | Gordon 2' · Bosetti 27' · Eissele 32' · Brown 60' | Reporte   | Allen 20', 47' · Hoppenot 24' | Asistencia: 177 espectadores Árbitro(s): Elton Garcia | Asistencia: 177 espectadores Árbitro(s): Elton Garcia |

| 29 de mayo de 2019, 19:00 (EDT) | North Carolina FC | 1:0 (0:0) | Florida Soccer Soldiers | WakeMed Soccer Park, Cary                                 |                                                           |
|                                 | Taylor 47'        | Reporte   |                         | Asistencia: 1270 espectadores Árbitro(s): Gustavo Solorio | Asistencia: 1270 espectadores Árbitro(s): Gustavo Solorio |

| 29 de mayo de 2019, 19:00 (EDT) | Pittsburgh Riverhounds | 1:0 (0:0) | Indy Eleven | Highmark Stadium, Pittsburgh                         |                                                      |
|                                 | Forbes 85'             | Reporte   |             | Asistencia: 444 espectadores Árbitro(s): Chris Ruska | Asistencia: 444 espectadores Árbitro(s): Chris Ruska |

| 29 de mayo de 2019, 19:00 (EDT) | Louisville City FC | 1:0 (0:0) | Birmingham Legion FC | Dr. Mark & Cindy Lynn Stadium, Louisville             |                                                       |
|                                 | Totsch 90' (penal) | Reporte   |                      | Asistencia: 1403 espectadores Árbitro(s): Kevin Fikar | Asistencia: 1403 espectadores Árbitro(s): Kevin Fikar |

| 29 de mayo de 2019, 19:00 (CDT) | Saint Louis FC                   | 3:1 (2:1) | Forward Madison FC | World Wide Technology Soccer Park, Fenton           |                                                     |
|                                 | Gee 2' · Abend 6' · Cicerone 72' | Reporte   | Smart 38'          | Asistencia: 1206 espectadores Árbitro(s): Ryan Cook | Asistencia: 1206 espectadores Árbitro(s): Ryan Cook |

| 29 de mayo de 2019, 19:00 (CDT) | Memphis 901 FC                           | 4:0 (2:0) | Hartford Athletic | Mike Rose Soccer Complex, Memphis                      |                                                        |
|                                 | Burch 6' · Graf 21', 59' · Hackworth 83' | Reporte   |                   | Asistencia: 1819 espectadores Árbitro(s): Leland Grant | Asistencia: 1819 espectadores Árbitro(s): Leland Grant |

| 29 de mayo de 2019, 19:30 (CDT) | Nashville SC              | 1:1 (0:1, 0:0) (t. s.)(0:3 p.) | Charleston Battery                       | Dean A. Hayes Stadium, Murfreesboro                   |                                                       |
|                                 | Belmar 72'                | Reporte                        | Daley 24'                                | Asistencia: 769 espectadores Árbitro(s): Jared Simons | Asistencia: 769 espectadores Árbitro(s): Jared Simons |
|                                 |                           | Tiros desde el punto penal     |                                          |                                                       |                                                       |
|                                 | Doyle · LaGrassa · Moloto |                                | Lewis · Archer · Van Schaik · Svantesson |                                                       |                                                       |

| 29 de mayo de 2019, 19:30 (CDT) | Austin Bold FC                                    | 4:2 (3:1) | San Antonio FC              | Bold Stadium, Del Valle                              |                                                      |
|                                 | Kléber 10' · Guadarrama 39' · André Lima 43', 62' | Reporte   | Restrepo 44' · Barmby 90+4' | Asistencia: 2555 espectadores Árbitro(s): Marco Vega | Asistencia: 2555 espectadores Árbitro(s): Marco Vega |

| 29 de mayo de 2019, 19:00 (MDT) | Colorado Springs Switchbacks | 1:2 (0:0, 0:1) (t. s.) | New Mexico United              | Weidner Field, Colorado Springs                    |                                                    |
|                                 | Burt 52'                     | Reporte                | Wehan 87' · Frater 95' (penal) | Asistencia: 349 espectadores Árbitro(s): Karen Abt | Asistencia: 349 espectadores Árbitro(s): Karen Abt |

| 29 de mayo de 2019, 19:30 (PDT) | Sacramento Republic FC | 1:0 (0:0, 1:0) (t. s.) | Fresno FC | Papa Murphy's Park, Sacramento                          |                                                         |
|                                 | Bonomo 120+3'          |                        |           | Asistencia: 1618 espectadores Árbitro(s): Farhad Dadkho | Asistencia: 1618 espectadores Árbitro(s): Farhad Dadkho |

| 29 de mayo de 2019, 19:30 (PDT) | Las Vegas Lights FC                                 | 3:5 (1:3) | Orange County FC                                                                | Cashman Field, Las Vegas                                    |                                                             |
|                                 | Echavarría 23' (penal) · Rivas 47' · Sandoval 85' · |           | Shelton 6' · Fehr 16' (autogol) · Collins 35' · Frischknecht 89' · Flores 90+1' | Asistencia: 2378 espectadores Árbitro(s): Samantha Martínez | Asistencia: 2378 espectadores Árbitro(s): Samantha Martínez |

## Cuarta Ronda
| 11 de junio de 2019, 19:00 (EDT) | Columbus Crew SC | 1:0 (0:0) | Pittsburgh Riverhounds | Mapfre Stadium, Columbus                                |                                                         |
|                                  | Accam 55'        | Reporte   |                        | Asistencia: 5202 espectadores Árbitro(s): Matthew Franz | Asistencia: 5202 espectadores Árbitro(s): Matthew Franz |

| 11 de junio de 2019, 19:30 (EDT) | New York Red Bulls        | 2:3 (1:1, 0:1) (t. s.) | New England Revolution         | MSU Soccer Park, Montclair                                |                                                           |
|                                  | Barlow 19' · Cásseres 54' | Reporte                | Agudelo 1' · Bunbury 85', 109' | Asistencia: 2185 espectadores Árbitro(s): Rosendo Mendoza | Asistencia: 2185 espectadores Árbitro(s): Rosendo Mendoza |

| 11 de junio de 2019, 19:00 (CDT) | Houston Dynamo                     | 3:2 (3:0) | Austin Bold FC         | BBVA Stadium, Houston                                  |                                                        |
|                                  | Martínez 14' · Peña 31' · Vera 40' | Reporte   | Báez 48' · Promise 58' | Asistencia: 4765 espectadores Árbitro(s): Elton García | Asistencia: 4765 espectadores Árbitro(s): Elton García |

| 11 de junio de 2019, 19:30 (CDT) | Saint Louis FC        | 2:1 (2:0) | Chicago Fire        | Harlen C. Hunter Stadium, St. Charles                |                                                      |
|                                  | Martz 17' · Abend 21' | Reporte   | Nikolić 72' (penal) | Asistencia: 4456 espectadores Árbitro(s): Greg Dopka | Asistencia: 4456 espectadores Árbitro(s): Greg Dopka |

| 11 de junio de 2019, 20:00 (MDT) | Real Salt Lake | 0:3 (0:1) | Los Angeles FC                        | Rio Tinto Stadium, Sandy                                |                                                         |
|                                  |                | Reporte   | Vela 8' · Nguyen 64' · Diomandé 90+3' | Asistencia: 15039 espectadores Árbitro(s): Victor Rivas | Asistencia: 15039 espectadores Árbitro(s): Victor Rivas |

| 11 de junio de 2019, 19:30 (PDT) | San Jose Earthquakes                                 | 4:3 (2:2) | Sacramento Republic FC                  | Avaya Stadium, San José                                |                                                        |
|                                  | Eriksson 10' · Espinoza 38' · Qazaishvili 78', 90+1' | Reporte   | Werner 2' · Bijev 14' · Skundrich 90+3' | Asistencia: 7543 espectadores Árbitro(s): Mark Allatin | Asistencia: 7543 espectadores Árbitro(s): Mark Allatin |

| 12 de junio de 2019, 19:00 (EDT) | D.C. United               | 2:1 (0:0, 2:1) (t. s.) | Philadelphia Union | Audi Field, Washington D. C.                                 |                                                              |
|                                  | McCann 118' · Rooney 120' | Reporte                | Fontana 113'       | Asistencia: 7000 espectadores Árbitro(s): Marcos de Oliveira | Asistencia: 7000 espectadores Árbitro(s): Marcos de Oliveira |

| 12 de junio de 2019, 19:00 (EDT) | New York City FC                                      | 4:0 (2:0) | North Carolina FC | Belson Stadium, Queens                                 |                                                        |
|                                  | Guillén 25' (autogol) · Medina 45+2' · Parks 52', 76' | Reporte   |                   | Asistencia: 2014 espectadores Árbitro(s): Lorant Varga | Asistencia: 2014 espectadores Árbitro(s): Lorant Varga |

| 12 de junio de 2019, 19:00 (EDT) | FC Cincinnati         | 2:1 (1:1, 1:0) (t. s.) | Louisville City FC | Nippert Stadium, Cincinnati                            |                                                        |
|                                  | Adi 23' · Manneh 103' | Reporte                | Mkosana 30'        | Asistencia: 6895 espectadores Árbitro(s): Ismir Pekmic | Asistencia: 6895 espectadores Árbitro(s): Ismir Pekmic |

| 12 de junio de 2019, 19:00 (CDT) | Minnesota United FC                           | 4:1 (1:1) | Sporting Kansas City | Allianz Field, Saint Paul                                |                                                          |
|                                  | Rodríguez 2' · Finlay 46' · Quintero 55', 67' | Reporte   | Gerso 27'            | Asistencia: 7211 espectadores Árbitro(s): Guido González | Asistencia: 7211 espectadores Árbitro(s): Guido González |

| 12 de junio de 2019, 19:00 (CDT) | FC Dallas                                                  | 4:0 (2:0) | Oklahoma City Energy | Westcott Field, Dallas                                 |                                                        |
|                                  | Hedges 11' · Barrios 43' · Badji 52' · Ziegler 90' (penal) | Reporte   |                      | Asistencia: 1296 espectadores Árbitro(s): Luis Guardia | Asistencia: 1296 espectadores Árbitro(s): Luis Guardia |

| 12 de junio de 2019, 19:30 (CDT) | Memphis 901 FC | 1:3 (0:1) | Orlando City SC                         | Mike Rose Soccer Complex, Memphis                           |                                                             |
|                                  | Collier 50'    | Reporte   | Kljestan 38' (penal), 55' · Jansson 71' | Asistencia: 3088 espectadores Árbitro(s): Sergii Demianchuk | Asistencia: 3088 espectadores Árbitro(s): Sergii Demianchuk |

| 12 de junio de 2019, 19:30 (MDT) | Colorado Rapids                          | 2:2 (1:1, 0:0) (t. s.)(2:4 p.) | New Mexico United                | Dick's Sporting Goods Park, Commerce City              |                                                        |
|                                  | Rubio 35' · Mezquida 46'                 | Reporte                        | Sandoval 3' · Frater 90+4'       | Asistencia: 2619 espectadores Árbitro(s): Malik Badawi | Asistencia: 2619 espectadores Árbitro(s): Malik Badawi |
|                                  |                                          | Tiros desde el punto penal     |                                  |                                                        |                                                        |
|                                  | Acosta · Wilson · Rosenberry · Nicholson |                                | Frater · Moar · Sandoval · Wehan |                                                        |                                                        |

| 12 de junio de 2019, 19:30 (PDT) | Los Angeles Galaxy            | 3:0 (0:0) | Orange County FC | Dignity Health Sports Park, Carson                       |                                                          |
|                                  | Álvarez 55', 61' · Cuello 90' | Reporte   |                  | Asistencia: 5000 espectadores Árbitro(s): Andro Mariscal | Asistencia: 5000 espectadores Árbitro(s): Andro Mariscal |

| 12 de junio de 2019, 19:30 (PDT) | Seattle Sounders FC | 1:2 (1:1) | Portland Timbers  | Cheney Stadium, Tacoma                                   |                                                          |
|                                  | Rodríguez 44'       | Reporte   | Fernández 6', 50' | Asistencia: 6280 espectadores Árbitro(s): Alex Chilowicz | Asistencia: 6280 espectadores Árbitro(s): Alex Chilowicz |

| 13 de junio de 2019, 19:00 (EDT) | Atlanta United FC                   | 3:1 (0:1, 2:0) (t. s.) | Charleston Battery | Fifth Third Bank Stadium, Kennesaw                    |                                                       |
|                                  | Williams 79' · Vazquez 110', 120+1' | Reporte                | Svantesson 20'     | Asistencia: 0 espectadores Árbitro(s): Kevin Broadley | Asistencia: 0 espectadores Árbitro(s): Kevin Broadley |

## Octavos de final
| 18 de junio de 2019, 19:00 (EDT) | Columbus Crew SC                | 2:3 (1:2) | Atlanta United FC              | Mapfre Stadium, Columbus                                 |                                                          |
|                                  | Accam 40' · Guzan 71' (autogol) | Reporte   | Vazquez 5', 65' · Robinson 14' | Asistencia: 8659 espectadores Árbitro(s): Guido Gonzalez | Asistencia: 8659 espectadores Árbitro(s): Guido Gonzalez |

| 18 de junio de 2019, 18:00 (CDT) | Houston Dynamo         | 2:3 (2:0) | Minnesota United FC          | BBVA Stadium, Houston                                   |                                                         |
|                                  | Peña 9' · Martínez 37' | Reporte   | Quintero 66', 82' · Toye 89' | Asistencia: 4459 espectadores Árbitro(s): Farhad Dadkho | Asistencia: 4459 espectadores Árbitro(s): Farhad Dadkho |

| 19 de junio de 2019, 19:00 (EDT) | D.C. United | 1:2 (1:2) | New York City FC                 | Audi Field, Washington D. C.                            |                                                         |
|                                  | Rooney 32'  | Reporte   | Mitriță 38' · Tajouri-Shradi 41' | Asistencia: 9000 espectadores Árbitro(s): Fotis Bazakos | Asistencia: 9000 espectadores Árbitro(s): Fotis Bazakos |

| 19 de junio de 2019, 19:30 (EDT) | Orlando City SC            | 2:1 (0:0, 2:1) (t. s.) | New England Revolution | Exploria Stadium, Orlando                                    |                                                              |
|                                  | Michel 96' · Akindele 101' | Reporte                | Rennicks 117'          | Asistencia: 5556 espectadores Árbitro(s): Marcos de Oliveira | Asistencia: 5556 espectadores Árbitro(s): Marcos de Oliveira |

| 19 de junio de 2019, 19:00 (CDT) | FC Dallas    | 1:2 (1:1) | New Mexico United         | Westcott Field, Dallas                                |                                                       |
|                                  | Servania 41' | Reporte   | Frater 45' · Hamilton 64' | Asistencia: 1424 espectadores Árbitro(s): Jon Freemon | Asistencia: 1424 espectadores Árbitro(s): Jon Freemon |

| 19 de junio de 2019, 19:30 (CDT) | Saint Louis FC | 1:0 (0:0) | FC Cincinnati | World Wide Technology Soccer Park, Fenton                 |                                                           |
|                                  | Fink 90+3'     | Reporte   |               | Asistencia: 4033 espectadores Árbitro(s): Michael Radchuk | Asistencia: 4033 espectadores Árbitro(s): Michael Radchuk |

| 19 de junio de 2019, 20:00 (PDT) | Portland Timbers                                                 | 4:0 (3:0) | Los Angeles Galaxy | Providence Park, Portland                               |                                                         |
|                                  | Kitchen 28' (autogol) · Fernández 34' · Blanco 37' · Moreira 82' | Reporte   |                    | Asistencia: 16235 espectadores Árbitro(s): Victor Rivas | Asistencia: 16235 espectadores Árbitro(s): Victor Rivas |

| 20 de junio de 2019, 19:30 (PDT) | Los Angeles FC                      | 3:1 (1:0) | San Jose Earthquakes | Banc of California Stadium, Los Ángeles                  |                                                          |
|                                  | Rossi 35' · Diomandé 60' · Vela 66' | Reporte   |                      | Asistencia: 14028 espectadores Árbitro(s): Joe Dickerson | Asistencia: 14028 espectadores Árbitro(s): Joe Dickerson |

## Cuartos de final
| 10 de julio de 2019, 19:30 (EDT) | Orlando City SC                                      | 1:1 (0:0, 0:0) (t. s.)(5:4 p.) | New York City FC                                          | Exploria Stadium, Orlando                              |                                                        |
|                                  | Mueller 61'                                          | Reporte                        | Morález 90+6'                                             | Asistencia: 7227 espectadores Árbitro(s): Víctor Rivas | Asistencia: 7227 espectadores Árbitro(s): Víctor Rivas |
|                                  |                                                      | Tiros desde el punto penal     |                                                           |                                                        |                                                        |
|                                  | Akindele · Smith · Dwyer · Johnson · Powers · Rosell |                                | Ring · Castellanos · Tinnerholm · Parks · Medina · Chanot |                                                        |                                                        |

| 10 de julio de 2019, 19:30 (EDT) | Atlanta United FC                           | 2:0 (0:0) | Saint Louis FC | Fifth Third Bank Stadium, Kennesaw                        |                                                           |
|                                  | G. Martínez 52' · J. Martínez 90+5' (penal) | Reporte   |                | Asistencia: 7523 espectadores Árbitro(s): Rosendo Mendoza | Asistencia: 7523 espectadores Árbitro(s): Rosendo Mendoza |

| 10 de julio de 2019, 19:00 (CDT) | Minnesota United FC                                              | 6:1 (5:1) | New Mexico United | Allianz Field, Saint Paul                               |                                                         |
|                                  | Rodríguez 10', 18', 45' · Quintero 16' · Greguš 23' · Ibarra 62' | Reporte   | Moar 7'           | Asistencia: 12401 espectadores Árbitro(s): Ramy Touchan | Asistencia: 12401 espectadores Árbitro(s): Ramy Touchan |

| 10 de julio de 2019, 19:30 (PDT) | Los Angeles FC | 0:1 (0:0) | Portland Timbers | Banc of California Stadium, Los Ángeles               |                                                       |
|                                  |                | Reporte   | Ebobisse 84'     | Asistencia: 18947 espectadores Árbitro(s): Alan Kelly | Asistencia: 18947 espectadores Árbitro(s): Alan Kelly |

## Semifinales
| 6 de agosto de 2019, 19:30 (EDT) | Orlando City SC | 0:2 (0:1) | Atlanta United FC        | Exploria Stadium, Orlando                                 |                                                           |
|                                  |                 | Reporte   | Remedi 37' · Hyndman 78' | Asistencia: 18461 espectadores Árbitro(s): Rubiel Vazquez | Asistencia: 18461 espectadores Árbitro(s): Rubiel Vazquez |

| 7 de agosto de 2019, 19:00 (CDT) | Minnesota United FC             | 2:1 (1:1) | Portland Timbers | Allianz Field, Saint Paul                                |                                                          |
|                                  | Quintero 22' (penal) · Toye 64' | Reporte   | Fernández 45+2'  | Asistencia: 15073 espectadores Árbitro(s): Ismail Elfath | Asistencia: 15073 espectadores Árbitro(s): Ismail Elfath |

## Final
| 27 de agosto de 2019, 20:00 (EDT) | Atlanta United FC                      | 2:1 (2:0) | Minnesota United FC | Mercedes-Benz Stadium, Atlanta                           |                                                          |
|                                   | Gasper 10' (autogol) · G. Martínez 16' | Reporte   | Lod 47'             | Asistencia: 35709 espectadores Árbitro(s): Allen Chapman | Asistencia: 35709 espectadores Árbitro(s): Allen Chapman |

| Campeón Lamar Hunt U.S. Open Cup 2019 |
| ------------------------------------- |
|                                       |
| Atlanta United FC                     |
| 1° Título                             |

- Datos: Q63082345